# Megabus (Северная Америка)
«Megabus» — автобусная компания, осуществляющая деятельность в восточной, южной, средней и западной частях США, а также в канадских провинциях Онтарио и Квебек.

## История
10 апреля 2006 года Stagecoach Group, оператор Megabus (Европа), представила бренд Megabus в США через свою дочернюю компанию Coach USA. 10 апреля 2006 года были введены ежедневные маршруты между Чикаго и Милуоки, Индианаполисом, Цинциннати, Кливлендом, Сент-Луисом, Энн-Арбор, Колумбом, Луисвиллем, Толедо, Детройтом, Канзас-Сити, Миннеаполисом.
8 августа 2007 года Megabus были введены маршруты в районе Сан-Франциско, Лос-Анджелеса, Сан-Диего. При этом Coach America был в качестве подрядчика. Megabus вновь вышел на рынок в 2012 году после повторного приобретения некоторых активов Coach America, которая входила в состав Coach USA до крупной продажи в 2003 году.
В конце мая 2008 года Megabus пустил маршруты из Нью-Йорка в Олбани, Атлантик-Сити, Балтимор, Бостон, Буффало, Филадельфию, Торонто и Вашингтон, округ Колумбия.
В апреле 2019 года Stagecoach Group продала свои североамериканские активы, включая Megabus, Variant Equity Advisors.